# Bona de Saboya (1275-1300)
Bona de Saboya (1275-1300) fue una princesa italiana originaria de Saboya y delfina consorte de Vienne.

## Biografía
Era la primogénita del conde Amadeo V de Saboya y de su primera esposa Sibila de Baugé.
Su padre Amadeo, hábil diplomático, dispuso de sus ocho hijas para crear alianzas político militares con muchas dinastías reinantes.
Bona fue entregada primero como esposa a Juan I de Vienne, con quien se casó en el año 1280 y del que quedó viuda dos años después sin haberle dado hijos.
Un año después contrajo un segundo matrimonio con Hugo de Borgoña, señor de Montbauson. La unión duró ocho años y terminó con la muerte de Bona, quien tampoco tuvo hijos de su segundo marido.